# Les Excellents
Les Excellents est un supergroupe de rock créé par Ramon Pipin et Camille Saféris.

## Biographie
Le groupe est né en 2017, et se fait connaître par des vignettes vidéo publiées sur Internet. Il se caractérise par des reprises concises des grands standards du rock détournés et parodiés en français. Très rapidement, le ton est trouvé, le groupe enchaîne régulièrement les créations, et les diffuse, principalement sur Facebook.
Le groupe est constitué de deux membres principaux, Ramon Pipin (Odeurs,  Au Bonheur des dames, arrangeur, réalisateur artistique - pour Renaud notamment) et Camille Saféris (réalisateur, comédien et auteur). D'autres musiciens participent au projet, certains de façon récurrente comme Pierre Sangra au ukulélé, et d'autres plus ponctuellement (Jérome Zambar, Sylvain Fusée au cor de chasse, Oldelaf en décembre 2018, Jean-Pierre Riou de Red Cardell à la bombarde pour les séquences estivales en Bretagne, le compositeur Jean-Michel Bernard, le romancier Henri Loevenbruck, ou encore les frères Bodganov, Didier Bénureau ...).
Ils totalisent plus de 3 millions de vues, dont une séquence mythique : leur version de Billie Jean, avec le riff joué au cor de chasse. Cette version retient l'attention de France Bleu, qui publie alors un article. La visibilité de la séquence s'étend alors au-delà des frontières de l'hexagone, et d'autres médias repèrent alors le groupe.

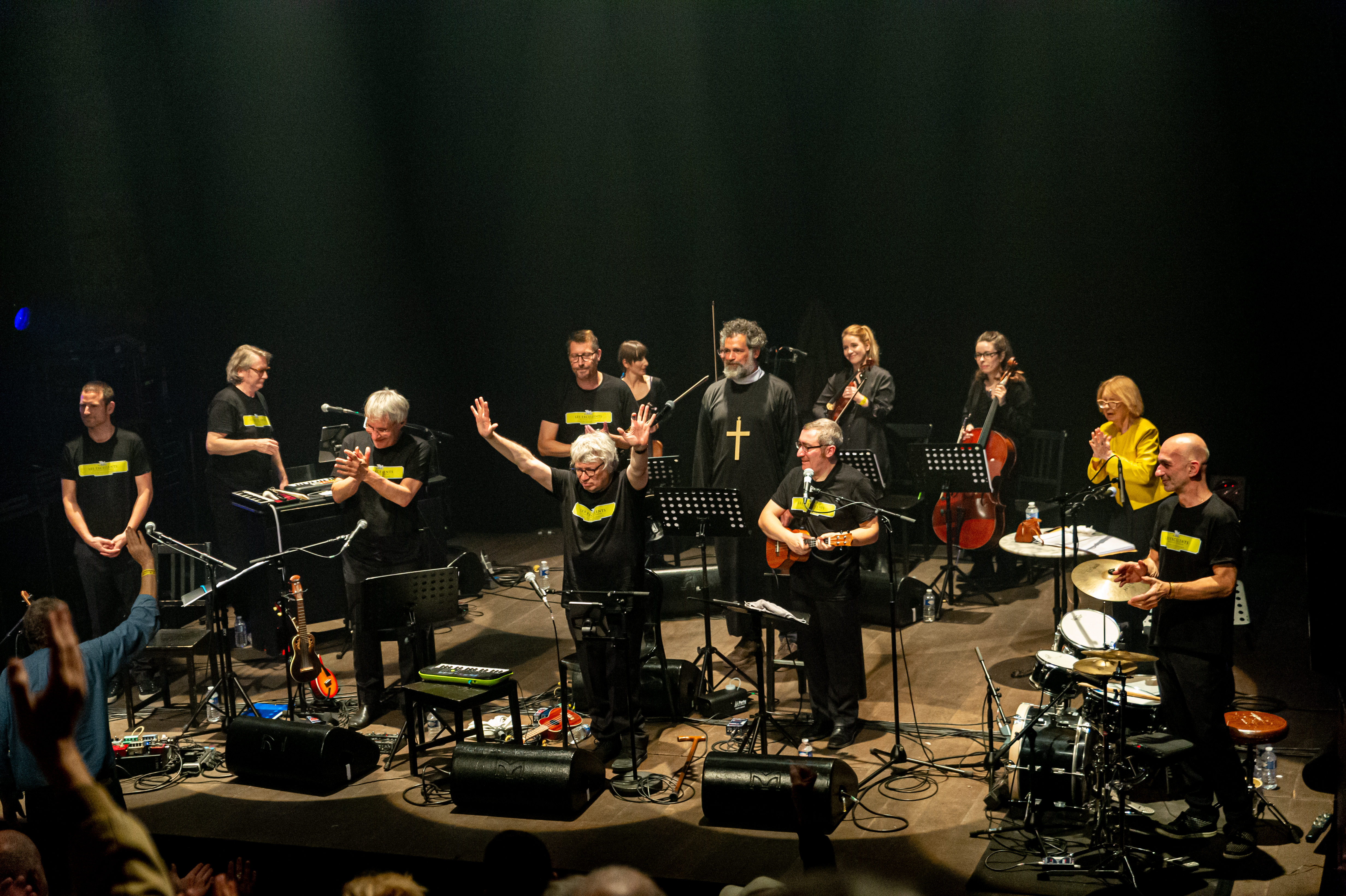
Les Excellents, en concert au Café de la danse, le 25 octobre 2021 (Photo Thierry Wakx)

Le succès aidant, les Excellents décident d'expérimenter le contact avec le public. Ils participent à l'émission Popopop d'Antoine de Caunes sur France Inter qui accueille Ramon Pipin.
Les Excellents se produisent sur scène lors des trois concerts de Ramon Pipin en avril 2018, puis volent de leur propres ailes.
Le 17 mai 2018, ils passent à nouveau dans l'émission Popopop d'Antoine de Caunes, cette fois invités par l'écrivain Laurent Chalumeau. Ils y exécutent des titres en live.
Un bêtisier, bilan de la genèse du groupe, leur permet d'attirer de nouveaux fans et des fanzines.
À l'été 2019, ils extériorisent leurs tournages avec une version du Baba O'Riley des Who, qui devient Baba ou riz au lait, soutenus par une trentaine de membres du chœur Elisabeth Brasseur, et Jérome Sétian rejoint le groupe à titre permanent.
Pendant le confinement, ils réalisent plusieurs vidéos dont une où ils piratent le Can't always get what you want des Rolling Stones.
Le premier album des Excellents, intitulé Ukulelum Trucidatio (ein 31 musikstücke-massaker) sort le 9 octobre 2021. Enregistré en studio dans des conditions proches du live, il contient trente-et-une chansons,,.
Camille Saféris, membre fondateur, quitte le groupe en septembre 2021. A l'automne 2021, Les Excellents font trois concerts qui affichent complet au Café de la danse, avec 12 membres sur scène, dont un quatuor à cordes, Clarabelle (Odeurs), la violoniste Ornella Pugliese, le guitariste Brice Delage et le batteur Amaury Blanchard. D'autres concerts sont prévus les 11 et 12 avril au Café de la danse.
En Octobre 2024, les Excellents se produisent à nouveau sur scène, cette fois-ci en adaptant à leur façon l'album Revolver des Beatles. Là encore, c'est un hommage "volontairement foutraque", avec de nombreux musiciens sur scène, dont un quatuor à cordes, des cuivres, etc...

## Discographie
- 2021 : Ukulelum Trucidatio (ein 31 musikstücke-massaker)[12]